# Élections législatives de 1946 dans le territoire du Sénégal
Les élections législatives françaises de 1946 se tiennent le 10 novembre. Ce sont les premières élections législatives de la Quatrième république, après l'adoption lors du référendum du 13 octobre d'une nouvelle constitution.

## Mode de scrutin
L'Assemblée nationale est composée de 618 sièges pourvus au scrutin proportionnel plurinominal suivant la règle de la plus forte moyenne dans le cadre départemental, sans panachage. 
Le vote préférentiel est admis, en inscrivant un numéro d'ordre en face du nom d'un, de plusieurs ou de tous les candidats de la liste. Mais l'ordre ne pourra être modifié que si au moins la moitié des suffrages portés sur la liste est numéroté. Dans les faits les modifications ne dépasseront jamais les 7%.
Dans l'ancienne colonie et nouveau territoire d'outre-mer du Sénégal, deux député sont à élire.
La nouvelle constitution sépare la circonscription de Mauritanie de celle du Sénégal et établit le collège unique, les deux députés SFIO élus en juin pour le collège des citoyens (Amadou Lamine-Guèye) et celui des autochtones (Léopold Sédar Senghor) se présentent sur la même liste.

## Élus
| Député sortant        | Parti | Parti | Député élu ou réélu   | Parti | Parti |
| --------------------- | ----- | ----- | --------------------- | ----- | ----- |
| Amadou Lamine-Guèye   |       | SFIO  | Amadou Lamine-Guèye   |       | SFIO  |
| Léopold Sédar Senghor |       | SFIO  | Léopold Sédar Senghor |       | SFIO  |

## Résultats

### Résultats à l'échelle du département
| Parti    | Parti    | Tête de liste       | Résultats | Résultats | Sièges |  |
| Parti    | Parti    | Tête de liste       | Voix      | %         |        |  |
| -------- | -------- | ------------------- | --------- | --------- | ------ |  |
|          | SFIO     | Amadou Lamine-Guèye | 128 284   | 98,59     | 2      |  |
|          |          | Abdoulaye Sadji     | 1 180     | 0,91      | -      |  |
|          |          | Raymond Alcandre    | 654       | 0,50      | -      |  |
|          |          |                     |           |           |        |  |
| Inscrits | Inscrits | Inscrits            | 192 861   | 100,00    | 2      |  |
| Votants  | Votants  | Votants             | 130 691   | 67,76     |        |  |
| Exprimés | Exprimés | Exprimés            | 130 118   | 99,56     |        |  |